# 各国軍服関連記事一覧
各国軍服関連記事一覧（かっこくぐんぷくかんれんきじいちらん）は、各国の軍服に関する記事の一覧である。

## 日本（自衛隊含む）
- 軍服 (幕末)
- 軍服 (大日本帝国陸軍)
- 軍服 (大日本帝国海軍)
- 制服 (自衛隊)
- 防衛大学校本科学生の制服

## 東アジア
- 軍服 (中華民国)
- 軍服 (中華人民共和国)
- 軍服 (満州国)
- 軍服 (朝鮮半島)
- 軍服 (モンゴル)

## 東南アジア
- 軍服 (インドネシア)
- 軍服 (タイ)
- 軍服 (フィリピン)
- 軍服 (ベトナム)
- 軍服 (ミャンマー)

## 南アジア
- 軍服 (インド)
- 軍服 (パキスタン)
- 軍服 (バングラデシュ)

## 中央アジア
- 軍服 (アフガニスタン)

## 西アジア
- 軍服 (イスラエル)
- 軍服 (イラク)
- 軍服 (イラン)
- 軍服 (シリア)

## オセアニア
- 軍服 (オーストラリア・ニュージーランド)

## ヨーロッパ（トルコ含む）
- 軍服 (近世ヨーロッパ)
- 軍服 (イギリス)
- 軍服 (フランス)
- 軍服 (イタリア)
- 軍服 (スペイン・ポルトガル)
- 軍服 (ドイツ)
  - 軍服 (ドイツ国防軍陸軍)
  - 軍服 (ドイツ国防軍海軍)
  - 軍服 (ドイツ国防軍空軍)
  - 制服 (ナチス親衛隊)
- 軍服 (オーストリア)
- 軍服 (中・東欧)
- 軍服 (ロシア・ソ連)
  - フレンチ (衣服)
- 軍服 (北欧)
- 軍服 (トルコ)

## アフリカ
- 軍服 (アフリカ)
- 軍服 (アルジェリア)
- 軍服 (エジプト)
- 軍服 (南アフリカ共和国)

## 南北アメリカ
- 軍服 (アメリカ合衆国)
- 軍服 (第二次世界大戦の米陸軍)
- 軍服 (北・中米、カリブ)
- 軍服 (南アメリカ)